# Audi Le Mans Quattro

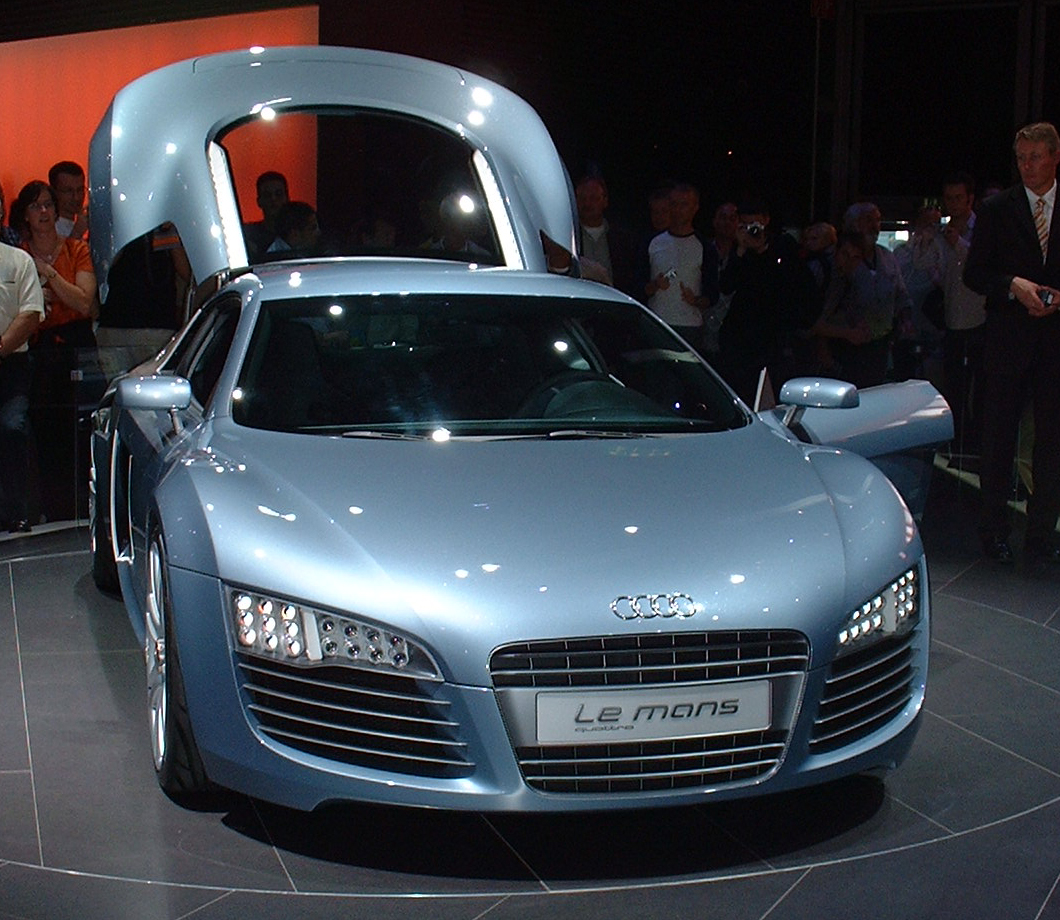
Studie Le Mans Quattro på IAA 2003.

Audi Le Mans Quattro är en sportbil av Audi. Bilen har stor likhet med Audi R8 och Audi TT.